# Saint-Étienne-de-Puycorbier
Saint-Étienne-de-Puycorbier è un comune francese di 104 abitanti situato nel dipartimento della Dordogna nella regione della Nuova Aquitania.

## Società

### Evoluzione demografica
Abitanti censiti